# فيجيلانتي 8: سيكينت أوفينس
فيجيلانتي 8: سيكينت أوفينس (بالإنجليزية: Vigilante 8: 2nd Offense)‏ هي لعبة فيديو من تطوير لوكسوفلوكس (Luxoflux) ونشر أكتيفجن ، وهي لعبة إلكترونية من نوع معارك المركبات، وهي مستوحاة من تويستد ميتال.